# EvaEmma Andersson
EvaEmma Sofie Andersson, född 6 juli 1984 i Småland, är en svensk författare. 
Hon har studerat media och kommunikation vid Luleå Tekniska Universitet i två år mellan 2003 och 2005, och läst enstaka kurser i bland annat film, historia, ledarskap och handelsjuridik vid Uppsala universitet och Stockholms universitet.[källa behövs]
2005–2006 var hon kolumnist på Aftonbladet och hon var nyhetsbloggare under namnet En moraltant på Nyheter24 2009–2011.
Hon har därefter arbetat inom flygbranschen, bland annat som kabinpersonal och samordnare.[källa behövs] Hon var sekreterare i Astrid Lindgrensällskapet 2018–2020.
Som författare har hon bland annat gett ut en trilogi ungdomsböcker med idrottsprofil om Tebbe, en ung kvinna som satsar på handboll och sedermera studerar på polishögskolan men hoppar av.

### Böcker om Hanna-Klara
- 2007 – Hanna-Klara med vingarna på sned, egenutgivning Vulkan
- 2008 – Håll käften Ken hälsningar Hanna-Klara, egenutgivning Vulkan

### Böcker om Tebbe
- 2015 – Tebbes Trubbel, Saga Egmont 2020
- 2016 – Tebbes Tvivel, Saga Egmont 2020
- 2017 – Tebbes Tur, Saga Egmont 2020

### Övrigt
- 2020 – 27 i mina skor, Saga Egmont 2020